# Chromatron

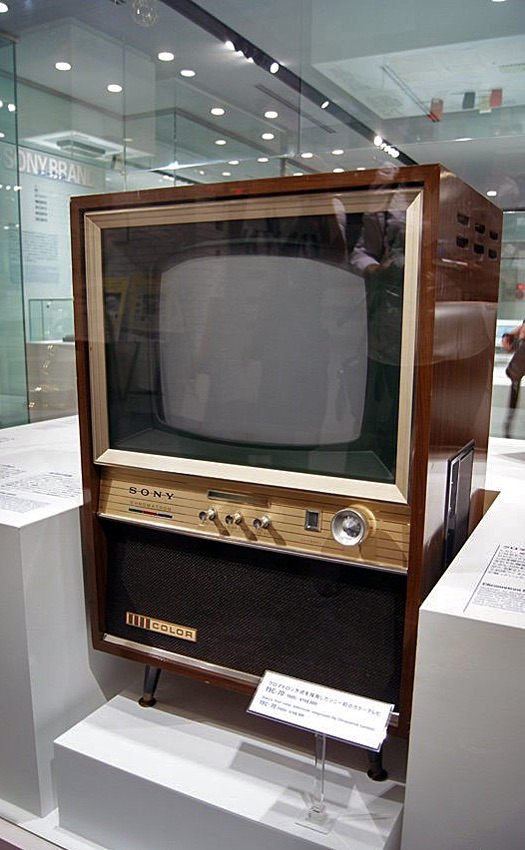
Chromatron de Sony en exhibición.

El Chromatron es un diseño de tubo de rayos catódicos para televisión en color inventado por el ganador del Premio Nobel Ernest Lawrence y desarrollado comercialmente por Paramount Pictures, Sony, Litton Industries y otros. El Chromatron ofrece imágenes más brillantes que los sistemas de televisión en color convencionales con una máscara de sombra, pero una serie de problemas de desarrollo impidió su uso general a pesar de años de desarrollo. Sony finalmente lo abandonó a favor de su famoso sistema Trinitron usando una rejilla de apertura.

## Historia

### Televisión en color
La televisión en color se había estudiado incluso antes de que la difusión comercial se volviera común, pero fue solo a finales de la década de 1940 que el problema fue considerado seriamente. En ese momento, se estaban proponiendo una serie de sistemas que utilizaban señales separadas de rojo, verde y azul (RGB), emitidas en sucesión. La mayoría de los sistemas emiten cuadros enteros en secuencia, con un filtro de color (o "gel") que gira frente a un tubo de televisión en blanco y negro, que de otra manera sería convencional. Debido a que transmitían señales separadas para los diferentes colores, todos estos sistemas eran incompatibles con los conjuntos en blanco y negro existentes. Otro problema fue que el filtro mecánico los hizo parpadear a menos que se usaran tasas de actualización muy altas. A pesar de estos problemas, la Comisión Federal de Comunicaciones de EE. UU. Seleccionó un estándar de 144 cuadros / s de fotogramas secuenciales de CBS como su emisión en color en 1950.
RCA trabajó a lo largo de diferentes líneas completamente, utilizando el sistema de luminancia-crominancia. Este sistema no codificó ni transmitió directamente las señales RGB; en su lugar, combinó estos colores en una figura de brillo general, la "luminancia". La luminancia coincidió con la señal en blanco y negro de las transmisiones existentes, lo que permite que se muestre en los televisores existentes. Esta fue una gran ventaja sobre los sistemas mecánicos propuestos por otros grupos. La información de color se codificó por separado y se incorporó a la señal como una modificación de alta frecuencia para producir una señal de video compuesta – En una televisión en blanco y negro, esta información adicional se vería como una ligera aleatorización de la intensidad de la imagen, pero la resolución limitada de Los conjuntos existentes hicieron esto invisible en la práctica. En los conjuntos de colores, la señal se notaría, se descodificaría en RGB y se mostraría. 
Aunque el sistema de RCA tenía enormes beneficios, no se había desarrollado con éxito porque era difícil producir los tubos de la pantalla. Los televisores en blanco y negro usaban una señal continua y el tubo podía cubrirse con una pintura uniforme de fósforo. Con el sistema de RCA, el color cambiaba continuamente a lo largo de la línea, que era demasiado rápido para que lo siguiera cualquier tipo de filtro mecánico. En su lugar, el fósforo tenía que descomponerse en un patrón discreto de manchas de color. Enfocar la señal correcta en cada uno de estos pequeños puntos estaba más allá de la capacidad de los cañones de electrones de la era. Los primeros experimentos de RCA utilizaron proyectores de tres tubos, o sistemas basados en espejo conocidos como " Triniscopio ".

### Máscara de sombra
RCA finalmente resolvió el problema de mostrar las imágenes en color con su introducción de la máscara de sombra. La máscara de sombra consiste en una delgada lámina de aluminio con pequeños orificios grabados en ella, colocados justo detrás de la superficie frontal del tubo de imagen. Tres pistolas, dispuestas en un triángulo, apuntaban a los agujeros. Los electrones perdidos en el borde del haz fueron cortados por la máscara, creando un punto bien enfocado que era lo suficientemente pequeño como para golpear un fósforo de un solo color en la pantalla. Dado que cada una de las pistolas apuntaba al orificio desde un ángulo ligeramente diferente, los puntos de fósforo en el tubo podrían separarse ligeramente para evitar el solapamiento. 
La desventaja de este enfoque fue que para cualquier cantidad dada de potencia del cañón, la máscara de sombra filtraba la mayoría de la señal. Para asegurarse de que no hubiera superposición de la señal en la pantalla, los puntos debían separarse y cubrirse tal vez un 25% de su superficie. Esto llevó a imágenes muy tenues, que requerían mucha más potencia para proporcionar una imagen útil. Además, el sistema era altamente dependiente de los ángulos relativos de los haces entre los tres cañones, lo que requería un ajuste constante por parte del usuario para asegurar que los cañones tuvieran los colores correctos. A pesar de esto, la superioridad técnica del sistema RCA fue abrumadora en comparación con el sistema CBS, y fue seleccionada como la nueva norma NTSC en 1953. La primera transmisión utilizando el nuevo estándar ocurrió el día de Año Nuevo en 1954, cuando la NBC emitió el Torneo de Desfile de Rosas.
A pesar de este inicio temprano, solo unos pocos años después de que comenzara la transmisión de televisión programada regularmente, el consumo de los televisores en color fue muy lento. Las imágenes tenues, los ajustes constantes y los altos costos los habían mantenido en un nicho propio. La baja aceptación por parte de los consumidores llevó a una falta de programación en color, lo que redujo aún más la demanda de los juegos en una situación de huevo o gallina. En los Estados Unidos en 1960, sólo 1 de cada 50 conjuntos vendidos era a color.

### Chromatron
En 1951, Ernest Lawrence, profesor de la Universidad de California, Berkeley, más conocido como el padre del ciclotrón, patentó una nueva solución al problema de la decodificación del color. Este sistema, el "Chromatron" o simplemente "Tubo de Lawrence", utiliza un sistema de enfoque electrónico en lugar de la solución mecánica de RCA. El sistema consistía en una serie de alambres o placas metálicas delgadas colocadas aproximadamente a media pulgada por detrás de la pantalla de fósforo. Los cables se utilizaron para enfocar eléctricamente las vigas y doblarlas sobre los fósforos correctos, que estaban dispuestos en rayas verticales. El fósforo cubrió más del 50% del área de la pantalla, mientras que las máscaras de sombra contemporáneas cubrieron alrededor del 25%. Esto llevó a imágenes mucho más brillantes utilizando la misma cantidad de energía. 
Cada elemento de enfoque consistía en un par de cables y un revestimiento de aluminio conductor en la parte posterior de los fósforos. Normalmente, la pantalla se carga con un potencial de 3000 a 4500 V entre los cables y el aluminio, lo que resultó en un campo eléctrico curvo entre la rejilla y la pantalla. Cuando el haz de electrones del cañón entró en la región entre la cuadrícula y la pantalla, se acelera y se enfoca en un punto pequeño, que normalmente incide en el fósforo verde. Al variar la tensión relativa entre los dos cables en cada par, el haz se doblaría en una dirección u otra, permitiendo el control sobre el color. A diferencia de una máscara de sombra, toda la señal llega a la pantalla, lo que redujo aún más los requisitos de energía.
Si faltaba la señal de crominancia o se ignoraba deliberadamente, el sistema de enfoque se desconectaba y su potencia se añadía al cañón. Esto produjo un haz ligeramente más fuerte y desenfocado, que golpea las tres tiras de colores, produciendo una imagen en blanco y negro. Los espacios entre las franjas significaban que la imagen general sería tan brillante como un conjunto B/N convencional. Un conjunto de máscaras de sombra requería que los tres cañones fueran accionadas para producir una imagen en blanco y negro, y como los puntos de color eran pequeños, su potencia tenía que ser muy alta. 
Otra ventaja más del enfoque de la pantalla cercana fue que el haz de electrones se dobla para golpear los fósforos en la placa frontal del tubo en ángulos rectos, independientemente del ángulo del haz detrás del enfocador. Esto permitie que los tubos se construyeran con ángulos de deflexión mucho más altos que los tubos convencionales (72° en lugar de los 45° más típicos). Por lo tanto, los tubos de Chromatron tenían mucha menos profundidad para cualquier tamaño horizontal dado. 
El Chromatron también tenía varias desventajas. Uno era que había una relación fundamental entre la aceleración proporcionada por la rejilla y el cañón de electrones en la parte posterior del tubo; para garantizar que la red pudiera controlar con éxito el haz, tenía que tener una proporción significativa de la potencia total. Desafortunadamente, la disposición mecánica de la rejilla lo limitó a voltajes de aproximadamente 5000 V o menos, lo que a su vez limitó el cañón de electrones a voltajes relativamente bajos alrededor de 8000 V. Por lo tanto, la potencia general en el Chromatron fue menor que en los tubos convencionales, compensando su natural brillo hasta cierto punto.
La preocupación más apremiante fue la disposición mecánica de la red. Lograr que los cables finos permanezcan alineados con las franjas de color en la pantalla resultó ser el talón de Aquiles del diseño. 

### Desarrollos comerciales
La Universidad de California, Berkeley, estableció "Laboratorios de Televisión Cromática" para desarrollar comercialmente el sistema, en asociación con Paramount Pictures, que proporcionó fondos para el desarrollo. Comenzaron a producir el PDF 22-4, prototipos de tubos de 22'' entre 1952 y 1953, con un área visible de 14x11''.
El diseño demostró tener serios problemas en la práctica. Dado que el sistema de enfoque tenía que mover rápidamente el haz para generar los colores correctos, tuvieron que utilizarse tensiones y potencias muy, conduciendo a problemas de arco y ruido de radiofrecuencia (RF). Este último fue particularmente molesto cuando se usó como base de un televisor, ya que el ruido interfiere con los receptores de radio que captaron las transmisiones. La Universidad finalmente abandonó su interés en Chromatron, pero Paramount continuó su desarrollo como un sistema para mostrar películas durante la edición, lo que significaba que el ruido de RF no presentaba un problema. El desarrollo aún continuaba a principios de la década de 1960 cuando Sony compró su trabajo. 
A pesar de estos problemas, la promesa del sistema Chromatron fue tan grande que varias empresas continuaron con el desarrollo del sistema a lo largo de los años cincuenta. El diseño de Chromatron también se autorizó para una variedad de otros usos; Litton Industries utilizó el Chromatron con una pantalla de dos colores (azul-rojo) como base para un sistema de identificación amigo-enemigo.

### Intento de Sony
En 1961, Sony era un importante fabricante japonés de sets en blanco y negro, pero no tenía ninguna tecnología de televisión en color. Los distribuidores de Sony preguntaban cuándo podían esperar un conjunto de colores, y la división de ventas comenzó a presionar a la ingeniería para que simplemente obtuviera la licencia de un diseño de máscara de sombra de otro fabricante y comenzara la producción. Masaru Ibuka se negó, aparentemente mostrando una intensa sensación personal de que el diseño de la máscara de sombra era fundamentalmente defectuoso. 
En marzo de 1961, Ibuka, Akio Morita y Nobutoshi Kihara asistieron a la feria comercial IEEE en el New York Coliseum. Esta fue la primera visita de Kihara a los EE. UU., Y pasó un tiempo considerable vagando por el piso de exhibición. En la pequeña cabina de Autometric, vio que se mostraba el Chromatron, y se apresuró a encontrar a Morita e Ibuka para mostrarles. Cuando Morita vio la pantalla, inmediatamente comenzó a negociar una reunión para la mañana siguiente para visitar los laboratorios de Chromatic en Manhattan. Al final de la reunión al día siguiente, Morita había obtenido una licencia para producir "un tubo Chromatron y un receptor de televisión en color que lo utilizara".
A principios de 1963, Senri Miyaoka fue enviado a los laboratorios Chromatic para organizar la transferencia de la tecnología a Sony, lo que llevaría al cierre de Chromatic. No se impresionó con los laboratorios, describiendo el sótano sin ventanas como una "miseria". El equipo estadounidense se apresuró a señalar las fallas en el diseño de Chromatron, y le dijo a Miyaoka que el diseño no tenía remedio. Para septiembre de 1964, un prototipo de 17'' se había construido en Japón, pero las pruebas de producción en masa demostraron serios problemas. 
Ibuka siguió siendo un firme partidario de la tecnología y siguió adelante con la construcción de una nueva fábrica para producirlos en la estación Osaki en Tokio. Esto demostró ser imprudente, y en las primeras etapas, sólo se podrían utilizar de 1 a 3 tubos de cada 1,000 producidos. El resto sufrió problemas de alineación, ya que los colores se desvanecieron de uno a otro en la pantalla, lo cual es imposible de arreglar después de sellar el tubo. Los tubos utilizables fueron llevados rápidamente a las salas de exhibición de Sony a pesar de los bajos rendimientos, e Ibuka hizo que el producto fuera la principal prioridad de ventas de Sony. Esto también resultó imprudente; los bajos rendimientos significaron que el costo de producción fue de alrededor de 400,000 yenes, pero Sony se vio obligada a venderlos a 198,000 yenes ($ 500) para ser competitivos. 
Los problemas de producción nunca se resolvieron y llevaron a una creciente tensión entre Ibuka y Morita. En noviembre de 1966, Kazuo Iwama le dijo a Susumu Yoshida que la compañía estaba cerca de la ruina y que el equipo tenía que mejorar los rendimientos para fin de año, o el producto tendría que cancelarse. Mientras tanto, RCA estaba progresando mucho mejorando su tecnología de máscara de sombra, y los nuevos participantes como el " Porta-Color " de General Electric ofrecían otras ventajas. Sony claramente se estaba quedando atrás del resto del mercado al seguir el enfoque de Chromatron.
Ibuka finalmente anunció que personalmente lideraría la búsqueda de un sistema alternativo. Su equipo de 30 ingenieros y físicos exploró una amplia variedad de enfoques en la búsqueda de un sistema único de Sony. Después de leer varios de los informes, Ibuka llamó al físico Miyaoka, de 29 años de edad, a su oficina junto con Yoshida, y le preguntó si podía trabajar en su enfoque de cañón único. Miyaoka estaba intentando dejar el trabajo para un ensayo de violonchelo, y declaró de manera precipitada que funcionaría. El resultado fue el famoso sistema Trinitron, que salió a la venta en 1968 con gran éxito.

### Ventas limitadas
A pesar del movimiento de Sony a Trinitron, un número limitado de Chromatrons de 7 pulgadas se construyeron y se pusieron a la venta en los Estados Unidos a partir de abril de 1968 como KV 7010U. Estos fueron reemplazados tres meses después por el KV 7010UA utilizando un tubo Trinitron.

## Descripción
El concepto básico que definió el Chromatron fue el sistema de enfoque de pantalla cercana, que proporcionó la resolución del haz necesaria para golpear con precisión las tiras de fósforo de colores individuales. La cuadrícula enfoca la señal y la guía a los colores correctos. 
Los fósforos se tamizaron en la parte posterior del tubo en tiras de 2 milímetros de ancho con espacios de 2 milímetros de ancho entre ellas, y luego se recubrieron con aluminio para hacer que la pantalla sea conductora. Dado que la rejilla tenía que cargarse a voltajes relativamente altos, el revestimiento de aluminio era bastante grueso, lo que atenuaba la imagen en cierta medida. 
Los fósforos se modelaron en un patrón RGB-BGR-RGB. La rejilla de enfoque estaba alineada de modo que el haz normalmente se enfocaría hacia abajo en las tiras verdes en el medio de cada par de cables. Para producir diferentes colores, digamos azul, la viga tendría que ser tirada hacia la derecha para un píxel, y luego hacia la izquierda para el siguiente. Dado que las franjas adyacentes de fósforos compartían uno de los cables, esto significaba que un solo ajuste de voltaje produciría el color azul en dos píxeles adyacentes. Dado que un solo cuadro de televisión en color no consiste en un solo color, el sistema de desviación tuvo que variarse continuamente a medida que el haz se movía por la pantalla. 

### Patentes
- Patente de EE. UU . 2.692.532, "Aparatos de enfoque de rayos catódicos", Ernst O. Lawrence, Universidad de California / Laboratorios de televisión cromática (patente de Chromatron original)
- Patente de Estados Unidos 2.866.094, "Circuito de conversión de señal simétrica a asimétrica", Hoffman Electronics
- Patente de Estados Unidos 3.368.105, "Sistema de suministro de energía de alto voltaje para tubos de rayos catódicos que emplean medios de retardo de protección", Sony

### Otras lecturas
- "Esto es TV en color: una mirada al registro para ver lo que está por venir", Guía de TV, del 26 de junio al 2 de julio de 1953, pág.   5-7
- Mark Heyer y Al Pinsky, "Entrevista con Harold B. Law", Centro de Historia IEEE, 15 de julio de 1975
- Sony Chromatron KV 7010U
- "Modelo PDF-22-4", folleto de Chromatic Labs.
- "Lawrence Experimental tipo CH-22", folleto de Thomas Electronics (también tiene el 15GP22)
- "Modelo PDF-10-1X", folleto de Litton Industries

- Datos: Q1087616